# Рохо Юкио
Юкио Рохо (яп. 露鵬 幸生 Рохо Юкио, в просторечии Рохо, настоящее имя Сосла́н Фе́ликсович Бора́дзов) — бывший российский профессиональный борец сумо, вместе с братом Батразом представлял Россию в Японии. Дисквалифицирован пожизненно после положительного теста на марихуану.

## Биография
Родился 9 марта 1980 в с. Кадгарон, Северная Осетия. Сикона можно перевести как «русский феникс». Второй иероглиф сиконы подарен первым учителем — Тайхо. Начинал в Тайхо-бэя, позже, по выходе Тайхо на покой и передаче дел зятю, она была переименована в Отакэ-бэя. Высшее достижение — комусуби. Подавал большие надежды, однако, в конце карьеры, мучился от травмы спины.
В январе 2005 года на хацу басё в Токио Рохо впервые за полгода выступлений показал результат макэкоси (больше поражений, чем побед), ещё и проиграв пять встреч подряд: виной тому стала травма колена за две недели турнира. По ходу басё он проиграл на первой же секунде Коккаю, поскользнувшись при стартовом рывке.
В июле 2006 года на басё в Нагое Рохо проиграл одзэки Тиётайкаю, после чего разбил окно в раздевалке и избил двух фотографов. За этот приём Рохо был дисквалифицирован на три поединка. Примечательно, что инцидент случился после того, как Тиётайкай и Рохо вылетели с ковра и упали на зрительские ряды.

### Допинг-тест в августе-сентябре 2008 года
В начале сентября 2008 г. было объявлено о положительном результате допинг-теста у борца. Были обнаружены следы марихуаны у Рохо и его брата Хакурозана. Повторный анализ, проведенной лабораторией ВАДА, дал положительный результат и решением совета директоров Ассоциации сумо Рохо и его брат Хакурозан 8 сентября были пожизненно дисквалифицированы, а президент Ассоциации, учитель Хакурозана ояката Китаноуми, ушёл в отставку со своего поста. Борец категорически отрицает факт употребления им наркотика и утверждает, что экспертиза была проведена с нарушениями. Данный скандал является продолжением истории с бесспорной дисквалификацией Ваканохо. Судебного преследования борца не предвидится за явным отсутствием, по японским законам, состава преступления.
В данном происшествии многое остается неясным, поэтому достоверно установить правоту сторон по сообщениям в прессе не удается. Борец однозначно заявляет о своей невиновности, как и о том, что ничего не знал о проступках Ваканохо, хотя они были земляками и были дружны. Ранее, сам борец, как и Ваканохо, получал замечания за несоответствующее поведение, вызванные горячим нравом. Экспресс-тест и проба А, отправленная в лабораторию ВАДА, дали положительный результат. От проверки пробы Б борец сам отказался, сопровождая это заявлениями о якобы имевших место грубейших нарушениях (вплоть до подлога) при взятии и передаче проб в лабораторию. В конфликт было вовлечено большое количество лиц, в числе последствий — смена руководства Ассоциации.
В ноябре 2008 года братья начали судебную борьбу за восстановление статуса. По состоянию на июнь 2010 года процесс не завершен, показания истцов и ответчиков противоречат друг другу. От предложенного Ассоциацией существенного выходного пособия братья отказываются.

## Результаты с дебюта в макуути
| Год в сумо | Январь Хацу басё, Токио  | Март Хару басё, Осака    | Май Нацу басё, Токио      | Июль Нагоя басё, Нагоя     | Сентябрь Аки басё, Токио         | Ноябрь Кюсю басё, Фукуока  |
| --- | ------------------------ | ------------------------ | ------------------------- | -------------------------- | -------------------------------- | -------------------------- |
| 2004 | x                        | x                        | x                         | x                          | Маэгасира #15 востока 10–5 Д     | Маэгасира #9 запада 10–5   |
| 2005 | Маэгасира #5 востока 7–8 | Маэгасира #6 запада 11–4 | Маэгасира #1 запада 7–8   | Маэгасира #3 востока 3–8–4 | Маэгасира #10 запада 8–7         | Маэгасира #8 востока 10–5  |
| 2006 | Маэгасира #2 востока 9–6 | Комусуби востока 4–11    | Маэгасира #5 запада 8–7   | Маэгасира #3 востока 8–5–2 | Маэгасира #1 запада 10–5         | Комусуби запада 8–7        |
| 2007 | Комусуби запада 3–12     | Маэгасира #7 запада 7–8  | Маэгасира #9 востока 10–5 | Маэгасира #3 запада 3–1–11 | Маэгасира #9 востока 6–9         | Маэгасира #12 востока 10–5 |
| 2008 | Маэгасира #5 востока 7–8 | Маэгасира #6 востока 6–9 | Маэгасира #9 запада 8–6–1 | Маэгасира #7 востока 9–6   | Маэгасира #3 запада Отставка 0–0 | x                          |
| Результат приведен как победил-проиграл-снялся Победа Малый кубок Отставка Не выступал в макуути Специальные призы: Д=За боевой дух (Канто-сё); В=За выдающееся выступление (Сюкун-сё); Т=За техническое совершество (Гино-сё) Ещё показаны: ★=Кимбоси; P=Участие в дополнительном финале Лиги: Макуути — Дзюрё — Макусита — Сандаммэ — Дзёнидан — Дзёнокути Ранги макуути: Ёкодзуна — Одзэки — Сэкивакэ — Комусуби — Маэгасира |                          |                          |                           |                            |                                  |                            |